# Carnavalsvereniging
Een carnavalsvereniging is een vereniging die veel activiteiten ontplooit rondom carnaval. Het bestuur wordt veelal aangeduid als de Raad van Elf.
Vooral in de provincies in het zuiden van Nederland zoals Noord-Brabant en Limburg zijn er veel dorpen en plaatsen met een carnavalsvereniging, en vaak met meerdere carnavalsverenigingen. De oudste carnavalsvereniging van Nederland is Jocus uit Venlo.
Een carnavalsvereniging organiseert diverse feesten rondom carnaval. Zij doen vaak mee in een carnavalsoptocht en maken hier carnavalswagens voor.
Soms heeft een carnavalsvereniging een eigen carnavalsband.
De naam van een carnavalsvereniging heeft soms betrekking op de plaats.
Sociaal carnaval is carnaval dat door een carnavalsvereniging wordt georganiseerd ten behoeve van speciale doelgroepen als bejaarden, gehandicapten en kinderen. Hierbij wordt ervoor gezorgd dat het carnaval extra toegankelijk wordt gemaakt voor deze doelgroepen. Bij de gehandicapten komen er bijvoorbeeld speciale verzorgers, en voor de kinderen is een speciaal kinderprogramma.

## Overkoepelende organisaties
Veel verenigingen zijn vertegenwoordigd in een overkoepelende organisatie. In Nederlands-Limburg zijn dit de Samenwirkende Limburgse Vastelaovesvereiniginge (SLV) gericht op de grote verenigingen uit de grote steden (zoals Maastricht en Roermond) en de Bond van Carnavalsverenigingen in Limburg (BCL) die zich richt op de kleinere verenigingen. Een carnavalsvereniging mag maar van een overkoepelende organisatie lid zijn. De carnavalsvereniging Jocus is hierop een uitzondering. In Noord-Brabant is dit de Brabantse Carnavals Federatie (BCF). In Belgisch-Limburg is dit de Limburgse Vereniging van Karnavalsevenemente (LIVEKE). In Europees verband zijn deze verenigingen georganiseerd in de Europese Carnavals Unie (Närrische Europäische Gemeinschaft).